# Alphonse Guépin (bénédictin)
Pour les articles homonymes, voir Alphonse Guepin.
Alphonse Marcelin Guépin est un moine bénédictin français, né le 27 octobre 1836 à Quintin (Côtes-d'Armor), mort le 30 avril 1917 en l'abbaye Saint-Dominique de Silos (Espagne), dont il avait dirigé la restauration depuis 1880. Il fut naturalisé espagnol en 1894.

## Biographie
Alphonse Guépin est le fils de Victor Georges Marie Guépin, notaire, conseiller général des Côtes-du-Nord, et de Rodolphine Marie Le Coniac de La Longrays. En 1846, il entra au petit séminaire des Eudistes à Redon. Il passa ensuite au grand séminaire de Saint-Brieuc, où il reçut la tonsure cléricale le 3 mars 1857. Dès cette époque il était attiré par l'abbaye Saint-Pierre de Solesmes et son supérieur Prosper Guéranger (l'un de ses condisciples y était entré), mais son père s'y opposa vivement. Il alla faire un an d'études à Rome, à l'Université grégorienne, où il fut élève des jésuites Carlo Passaglia et Johann Baptist Franzelin et où il fit la connaissance du bénédictin et futur cardinal Pitra. Après son retour en France, il alla à Solesmes contre la volonté paternelle, et y reçut l'habit monastique des mains de l'abbé Guéranger le 21 novembre 1858. Il fut admis à prononcer ses vœux le 29 juin 1860, et Dom Pitra assista à la cérémonie. Le 11 mars 1864, il fut ordonné prêtre.
Il se vit confier la charge de zélateur des novices, et à l'occasion du procès de canonisation de l'évêque uniate ukrainien Josaphat Koncévitch, Dom Guéranger le chargea d'écrire l'histoire de ce personnage. Ce travail lui prit dix ans, et c'est en 1874 qu'il présenta à l'abbé les deux volumes imprimés de son ouvrage.
Après les décrets anti-congréganistes du 29 mars 1880, laissant prévoir une expulsion, le successeur de Prosper Guéranger comme abbé de Solesmes, Dom Charles Couturier, envoya Dom Guépin prospecter en Espagne pour trouver un lieu de repli. Après avoir vu plusieurs bâtiments lui échapper (car d'autres congrégations françaises se livraient à la même recherche), le moine jeta son dévolu en octobre sur les ruines de l'abbaye Saint-Dominique de Silos, près de Burgos, abandonnée depuis 1835. Un Real Orden daté du 7 décembre autorisa les bénédictins à réinvestir les lieux. Le 18 décembre, Dom Guépin arriva sur place avec Dom Joseph Bourigaud, supérieur de l'abbaye Saint-Martin de Ligugé (restaurée par les moines de Solesmes à partir de 1853), et quatre autres religieux de cet établissement. Dom Bourigaud repartit au début de 1881, laissant Dom Guépin diriger la nouvelle communauté.
De grands travaux de restauration eurent lieu de 1881 à 1883, financés notamment par un Comité du Denier des Expulsés, fondé à Paris en décembre 1880 et présidé par le comte Georges de Beaurepaire. En 1894, l'abbaye bénédictine Saint-Dominique de Silos (membre de la Congrégation de Solesmes) fut rétablie canoniquement, et Dom Guépin en devint officiellement l'abbé à la suite d'une élection qui se tint le 27 mai (suivie d'une entrée en fonction le 5 juin) ; il dut pour cela adopter la nationalité espagnole (en vertu de dispositions du concordat de 1851), et fut désormais connu sous le nom de Don Ildefonso. En 1902, à la demande de la reine-régente Marie-Christine, il reçut la cappa magna.
Il devint correspondant de la Real Academia de Historia le 4 mars 1892. Il avait fait dépouiller les archives de son abbaye par Marius Férotin, ce qui donna lieu à deux publications remarquables en 1897.

## Armoiries

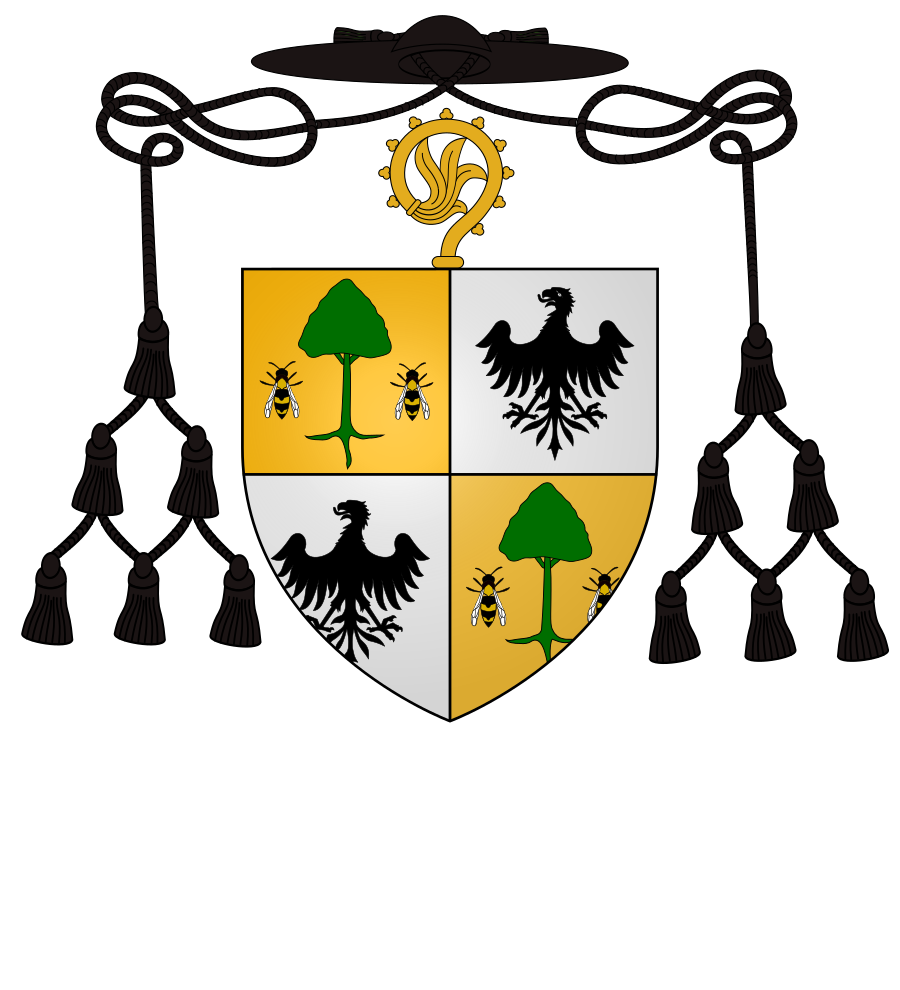
Armoiries de Dom Guépin

Ses armoiries se lisent ainsi : «  écartelé aux 1 et 4 d’or au pin arraché de sinople accosté de deux guêpes au naturel, et aux 2 et 3 d’argent à l’aigle au vol abaissé de sable ». Les armes de la famille Guépin sont donc des armoiries dites parlantes (guêpes-pin). 
Sa devise : « Contendit ad caelum » (devise de la Famille Le Coniac)
Source : Archive du monastère de Solesme et du monastère de Silos.

## Publications
- Panégyrique de saint Thomas d'Aquin, prononcé dans l'église des Frères Prêcheurs à Poitiers en la solennité du 6e centenaire de la mort du saint docteur (7 mars 1874), Poitiers, H. Oudin, 1874.
- Saint Josaphat, archevêque de Polock, martyr de l'unité catholique, et l'Église grecque unie en Pologne, Poitiers, H. Oudin, 1874 (2 vol.).
- Solesmes et Dom Guéranger, Le Mans, Edmond Monnoyer, 1876.
- Prosper Guéranger, Institutions liturgiques, édition et préface de Dom Alphonse Guépin, Paris-Bruxelles, Société générale de librairie catholique, 1878-1885 (4 vol.).
- De ratione breviarii Romani monastici ejusque emendatione commentarium, Paris, H. Oudin, 1908.
- Dom Guéranger et Mme Durand : souvenirs monastiques d'après la correspondance de l'abbé de Solesmes, Paris, H. Oudin, 1911.